# Sîdoriv, Huseatîn
Sîdoriv (în ucraineană Сидорів) este localitatea de reședință a comunei Sîdoriv din raionul Huseatîn, regiunea Ternopil, Ucraina.

## Demografie
Componența lingvistică a localității Sîdoriv
     Ucraineană (99,82%)
     Alte limbi (0,18%)
Conform recensământului din 2001, majoritatea populației localității Sîdoriv era vorbitoare de ucraineană (99,82%), existând în minoritate și vorbitori de alte limbi.